# Opihi (fleuve)

Le fleuve Opihi  (en anglais : Opihi River) est un cours d’eau de l’Île du Sud de la  Nouvelle-Zélande.

## Géographie
Il s’écoule à travers le sud de la région de Canterbury,
Il a été identifié comme une  Zone importante pour la conservation des oiseaux  par la BirdLife International car il est le lieu de nidification de colonies de Mouette de Buller, qui est une Espèce menacée.

## Description
Le fleuve s’écoule vers le sud-est sur 75 km atteignant l’océan Pacifique à 10 km au nord de la ville de Timaru. La ville de Fairlie siège  aussi sur les berges de la rivière.

## Histoire
Les berges du fleuve autour de la ville de Waitohi furent  possiblement le site du premier  vol d’un « plus lourd que l’air », le 31 mars 1903, quand le pionnier de l’aviation Richard Pearse (en) est supposé s’être envolé de son domicile dans une machine fabriquée de ses mains plusieurs mois avant les frères Orville et Wilbur Wright.
Les  saumons royaux ( Oncorhynchus tshawytscha  ou  « Chinook salmon ») furent introduits dans le cours d’eau en provenance de Californie en 1900 et y persistent actuellement.
En 2000, le Environment Canterbury (en) approuva le “Opihi River Regional Plan“ pour la  gestion durable (en) des ressources du fleuve.